# Besenello
Besenello é uma comuna italiana da região do Trentino-Alto Ádige, província de Trento, com cerca de 1.753 habitantes. Estende-se por uma área de 25 km², tendo uma densidade populacional de 70 hab/km². Faz divisa com Trento, Vigolo Vattaro, Bosentino, Vattaro, Aldeno, Centa San Nicolò, Calliano, Nomi, Folgaria.